# Homathko (fleuve)
Pour les articles homonymes, voir Homathko.
Le fleuve Homathko (Homathko River en anglais, χomaɬkʷu  en comox, ʔElhtinqox en chilcotin) est une des principales rivières des Montagnes Côtières du sud de la province canadienne de la Colombie-Britannique. C’est une des rares rivières traversant l’intérieur du Chilcotin jusqu’aux fjord de l’océan Pacifique. Le fleuve Homathko se jette dans la mer dans la baie Bute, juste à l’ouest de l’embouchure du fleuve Southgate.
La vallée du fleuve Homathko est l’une des plus difficiles à naviguer. Les eaux glaciales rendent la traversée impossible et la vallée elle-même est bordée bois piquant. Elle abrite également de nombreux grizzlis.

## Géographie
Les montagnes de la vallée du fleuve Homathko sont les plus hautes de la chaîne côtière et comprennent le mont Waddington à l’ouest du fleuve dans la chaîne Waddington et le mont Queen Bess à l’est du fleuve, aux côtés du champ de glace Homathko. La chaîne Niut, qui se trouve également à l’ouest dans l’angle du fleuve Homathko et de sa principale fourche ouest, le Mosley Creek, et la chaîne Whitemantle, qui se trouve au sud du massif de la chaîne Waddington, forment ensemble la crête montagneuse séparent les baies Bute et Knight. La chaîne Pantheon se situe à l’ouest de Mosley Creek et de la chaîne Niut et jouxte la chaîne Waddington immédiatement au nord.
Le bassin versant du Homathko s’étend sur une surface de 5 680 m2.

## Cours
Le Homathko prend sa source dans un lac sans nom dans la partie nord de la Niut. Il coule vers le nord-est jusqu’au plateau Chilcotin, le contournant brièvement près du lac Tatla, puis tourne vers le sud jusqu’au lac Tatlayoko, qui se trouve juste à l’ouest du lac Chilkotin, qui fait partie du bassin de la rivière Chilcotin.
De là, le fleuve Homathko coule vers le sud et l’ouest, perçant les chaînons du Pacifique. Il est rejoint par de nombreux affluents, dont les rivières Nostetuko et Stonsayako qui coulent vers le nord. En aval, le Homathko est rejoint par le Mosley Creek, qui coule vers le sud depuis la chaîne du Pantheon.
Dans la chaîne Waddington, le fleuve traverse le canyon Waddington. Il se jette dans le Waddington Harbour, dans la baie Bute.
Plusieurs réserves indiennes Xwémalhkwu sont situées à l’embouchure du fleuve.

## Histoire
La baie Bute et les cours inférieurs de ses principaux cours d’eau, tels que le Homathko et le Southgate, étaient et sont encore le foyer des Xwémalhkwu (aussi appelé Homalco ou Homalko), de la Première Nation Homalco. Les Xwémalhkwu font partie des K’ómoks (en) (peuple Comox), et parlent un dialecte de la langue continentale comox, qui fait partie de la branche salish de la côte de la famille des langues salish. L’influence coloniale a érodé la culture xwe’malhkwu à la fin du XIXe siècle. Les pensionnats autochtones ont détruit davantage la culture et la langue traditionnelles xwémalhkwu.
La partie supérieure du bassin de le fleuve Homathko abritait le peuple Tsilhqot’in (Chilcotin). Bien qu’il y ait eu des échanges occasionnels entre les Tsilhqot’in et les Xwémalhkwu, les deux peuples étaient généralement antagonistes et parfois leurs rapports violents.
Les Xwémalhkwu et les Tsilhqot’in n’ont jamais cédé leurs terres. Les deux peuples sont actuellement en négociation pour un traité avec la Colombie-Britannique et le Canada. Tous deux revendiquent un titre aborigène sur des parties du bassin versant du fleuve Homathko,,.
En 1861, Alfred Waddington de Victoria envoya des arpenteurs sur le fleuve Homathko et sur la baie Bute Inlet, cherchant à construire la route Waddington, pour concurrencer le projet de la route Cariboo. Les deux routes étaient une réaction à la ruée vers l’or de Cariboo et visaient à donner accès à la région éloignée de Cariboo. En 1864, juste au sud du confluent du Mosley Creek et du fleuve Homathko, un conflit entre l’équipe d’arpentage de Waddington et un groupe de Tsilhqot’in a entraîné la mort de quatorze membres de l'équipe d'arpentage.
Ce fut le début de la guerre des Chilcotin de 1864. La localité de Port Waddington sur les cartes d’aujourd’hui est un vestige de cette époque. La localité avait été arpentée dans le cadre des obligations de Alfred Waddington pour avoir le permis nécessaire à la construction de sa route, et aussi pour tirer profit de la vente de lots de terre dont quelques-uns ont été vendus sans que la localité ne soit jamais habitée.
En 1871, la colonie de la Couronne de la Colombie-Britannique rejoint la Confédération canadienne sous certaines conditions, dont la construction d’un chemin de fer transcontinental pour relier la côte pacifique au reste du Canada. Le chemin de fer Canadien Pacifique a commencé à arpenter les différents routes proposés. Une de ces routes traversait le plateau Chilcotin, puis suivait le fleuve Homathko jusqu’à la baie Bute et continuait via l’île Sonora et l’île Quadra (alors considérée comme une seule île connue sous le nom d’île Valdes) pour atteindre l’île de Vancouver via Seymour Narrows. Cette route suivrait ensuite la côte est de l’île de Vancouver pour se terminer près de Victoria.
Après des années de querelles politiques, la baie Burrard a été choisi comme terminus-ville portuaire du chemin de fer, créant ainsi la ville de Vancouver. Le tracé proposé du fleuve Homathko a été abandonné.
En 1890, une nouvelle expédition d’arpentage entreprit d’explorer la route du fleuve Homathko vers le plateau Chilcotin. Malgré le souvenir de la guerre de Chilcotin et la peur des Tsilhqot’in, et même si le terrain était difficile à certains endroits, le groupe a atteint le lac Tatla dans le Chilcotin sans incident.

## Faune
Le fleuve Homathko est un important producteur de saumons du Pacifique et saumons roses. Les autres poissons comprennent le saumon coho et le saumon quinnat, la truite arc-en-ciel, la truite fardée, l’omble à tête plate et la truite Dolly Varden.
En 2008, neuf zones d’habitat faunique du grizzli ont été établis dans le bassin versant du Homathko.

## Hydroélectrique
Il y a eu divers plans pour développer la production d’énergie hydroélectrique sur le Homathko et ses rivières voisines. Le Homathko possède à lui seul un immense potentiel hydroélectrique. La construction complète telle qu’elle a été initialement conçue détournerait les lacs Taseko et Chilko via le lac Tatlayoko. Une série de barrages sur le Homathko et ses affluents, utilisant la puissance supplémentaire de l’eau des affluents du Chilcotin, aurait généré l’une des plus grandes puissances par projet en Colombie-Britannique.
La création du parc provincial Tŝʼilʔoŝ et du parc provincial Big Creek ont mis de côté ce grand projet, car les lacs Chilko et Taseko sont protégés et ne peuvent pas être détournés (également pour des raisons de pêche au saumon). Mais les barrages proposés pour le canyon Homathko sont toujours en projet et sont encore en appel d’offres par la filiale de BC Hydro, Powerex. S’ils sont construits, le plus grand barrage et la plus grande centrale électrique se dresseront à un point du canyon Waddington qui est marqué sur la carte comme Murderer’s Bar - rien de moins que l’endroit où la guerre des Chilcotin a commencé.

## Zones protégées
Les zones protégées dans le bassin versant du fleuve Homathko comprennent le parc provincial Homathko Estuary (en) et la zone protégée de la rivière Homathko et du lac Tatlayoko.